# جان اولیوراس
جان اولیوراس (انگلیسی: Jan Oliveras؛ زادهٔ ۷ ژوئیهٔ ۲۰۰۴) بازیکن فوتبال اهل اسپانیا است که در حال حاضر به صورت قرضی از باشگاه فوتبال آ.اس. رم برای دینامو زاگرب در پست مدافع بازی می‌کند.
وی همچنین در تیم‌های ملی فوتبال زیر ۱۸ سال و زیر ۱۹ سال اسپانیا بازی کرده است.